# Castiglione dei Pepoli
Castiglione dei Pepoli är en ort och kommun i storstadsregionen  (Città metropolitane) Bologna, innan 2015 i provinsen Bologna, regionen Emilia-Romagna, i norra italien. Orten ligger på 691 meters höjd (över havet) i Apenninerna ungefär 40 km söder om Bologna. Kommunen hade 5 498 invånare (2018).